# Білявинці
Біля́винці — село в Україні, у Бучацькій міській громаді Чортківського району Тернопільської області. Підпорядковувалася колишній Старопетликівській сільській раді.

## Географія
Село розташоване на півночі району, на відстані 14 км від адміністративного центру громади, по обох берегах річки Стрипи. Білявинці межують із с. Старі Петликівці на півдні та із с. Осівці на північному заході.

## Історія

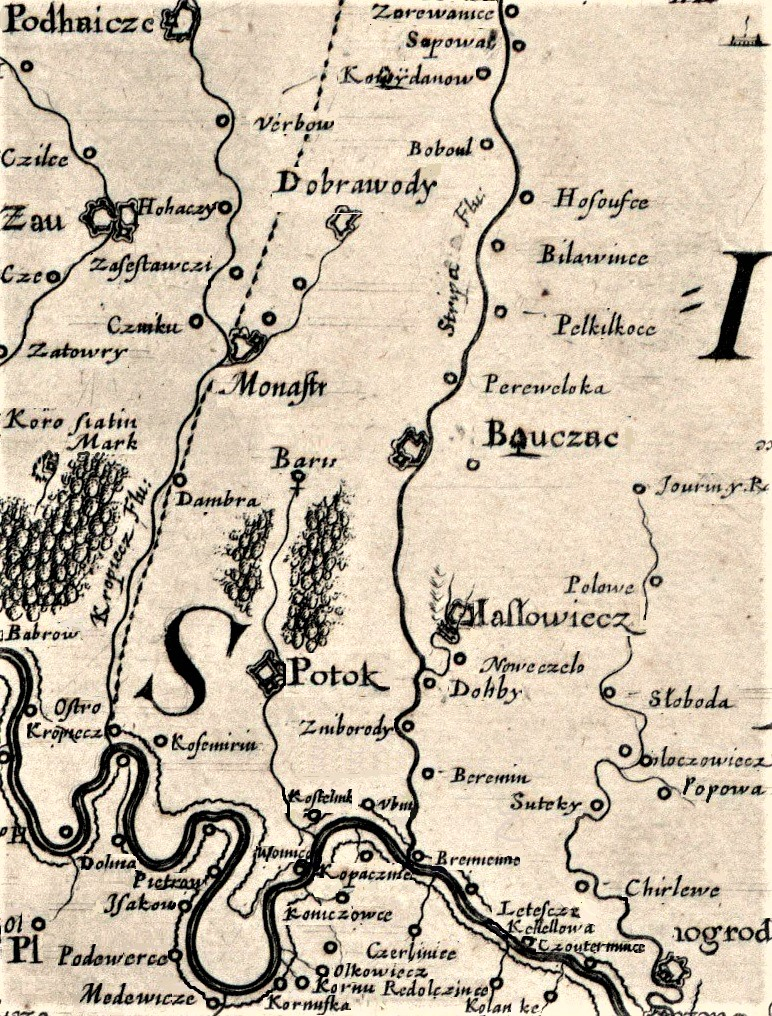
Білявинці на фрагменті спеціальної мапи України Боплана, 1650

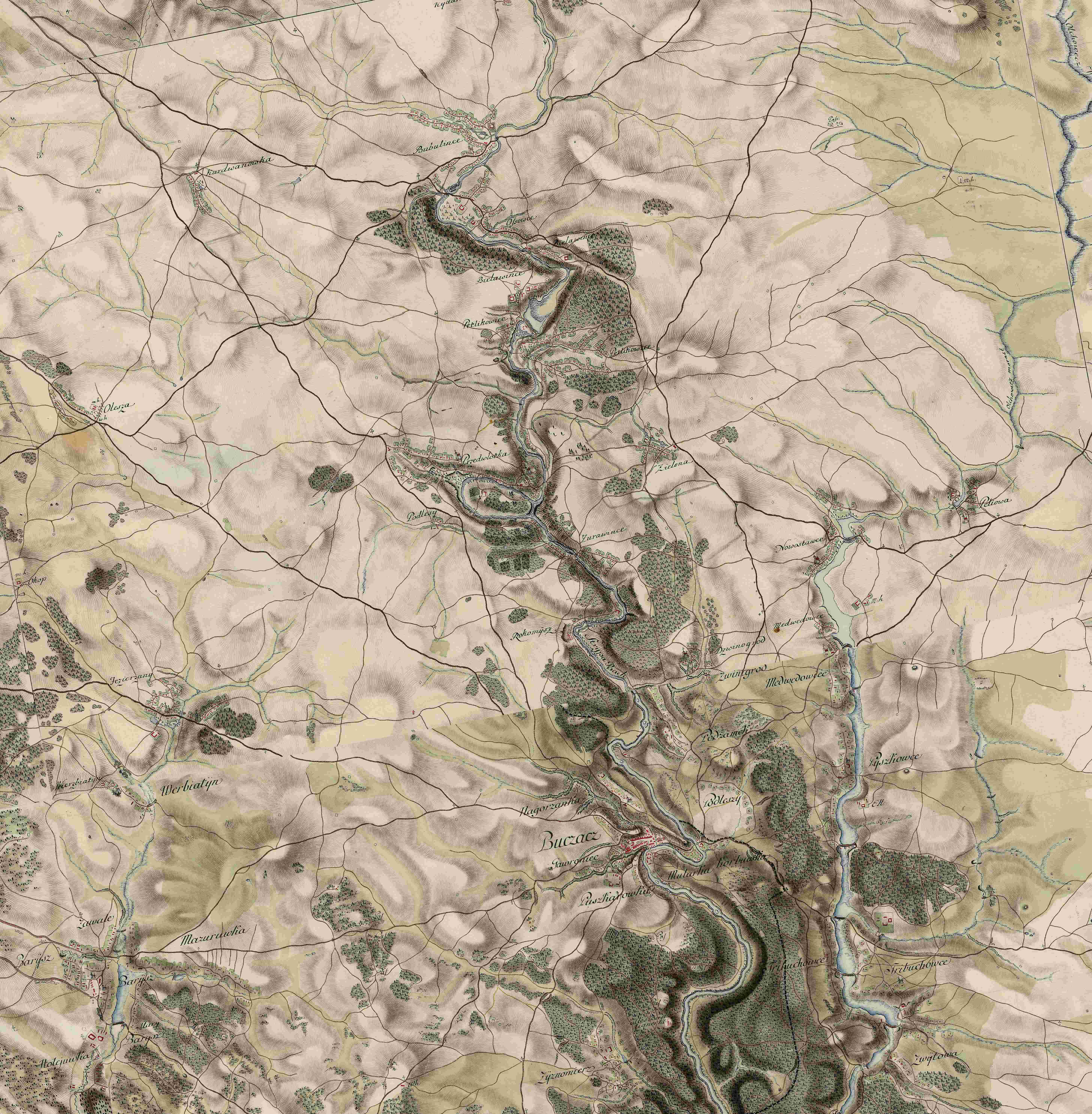
Білявинці на мапі фон Міґа, XVIII ст.

Село Білявинці (пол. Biеlawińce) позначене на мапі Поділля Ґійома де Боплана 1650 р., що можна вважати першою відомою письмовою згадкою про це село.
У 1744 році в селі була збудована дерев'яна церква.
У 1909 році побудована нова кам'яна церква, яка діє досі. Дерев'яна дзвіниця біля неї походить з XVIII століття, імовірно, від часу, коли була збудована стара церква.
У роки Першої світової війни та польсько-української війни 1918—1919 рр. 8 жителів села служили в лавах Українських січових стрільців та Української галицької армії.
У 20-30 роках XX ст. Діяли товариства «Луг» (із 1928), «Сокіл», «Відродження», гурток товариства «Рідна школа», читальня «Просвіти». У 1935 році збудовано Народний дім, де розміщувалась читальня та кооператива. У 1941 році висипано могилу січовим стрільцям, яка була зруйнована в 1950-их роках.
У липні 1944 року десятки жителів села були мобілізовані на фронт. З війни не повернулось 22 чоловіки.
Участь у боях УПА брали: Ганкевич Богдан, Козира Андрій, Лесик Володимир. За допомогу воїнам УПА були репресовані сім'ї: Маценько, Козира, Сисак, Полон. 19 грудня 1950 року енкаведисти викрили криївку в хаті Насті Бойко.
У 1950 році в селі організовано колгосп. Побудовано чотири стайні, вагу, тік. Матеріали брали із зруйнованого панського фільварку.
З 1961 року Білявинці село і колгосп підпорядкували Старопетликівській сільській раді і Старопетликівському колгоспові, відповідно, після чого село занепало: дві стайні, вагу, тік розібрали. Школу із семирічки перетворили на початкову, бо з 1963 року в с. Осівцях відкрили нову загальноосвітню середню школу.
Після розпаду колгоспу і селянської спілки було утворено ПАП «Білявинці», яке нині є складовою частиною «Бучачхлібагропрому».
24 лютого 1990 року створено осередок Товариства української мови, головою якого обрано С. О. Вар'ян.
5 квітня 1990 року в селі вперше за часів Незалежності піднято синьо-жовтий прапор.
У 1994 році створено осередки КУН та НРУ.
Духовні потреби жителів села задовільняє храм УПЦ КП, що недавно відзначив 100-річчя свого існування. З цієї нагоди до парафіян приїжджав єпископ Нестор Писик, який посвятив новий дзвін.
Греко-католицька громада села в 2003 році розпочала будівництво нової церкви. 27 серпня 2006 р. чин освячення церкви здійснив єпископ Іриней (Білик), ЧСВВ.
23 вересня 2007 року в селі широко відзначали 135-річчя з дня народження оперної співачки Соломії Крушельницької.
До 19 липня 2020 р. належало до Бучацького району.
З 11 грудня 2020 р. належить до Бучацької міської громади.

## Політика

### Парламентські вибори, 2019
На позачергових парламентських виборах 2019 року у селі функціонувала окрема виборча дільниця № 610192, розташована у приміщенні клубу.
Результати
- зареєстровано 420 виборців, явка 70,24%, найбільше голосів віддано за «Слугу народу» — 42,52%, за Всеукраїнське об'єднання «Свобода» — 10,88%, за «Європейську Солідарність» — 10,20%.[5] В одномандатному окрузі найбільше голосів отримав Микола Люшняк (самовисування) — 40,77%, за Степана Брацюня (Конгрес українських націоналістів) — 25,78%, за Ігоря Сопеля (Слуга народу) — 13,59%[6].

## Мовні особливості
У селі побутує говірка наддністрянського говору. До «Наддністрянського реґіонального словника» внесено такі слова та фразеологізми, вживані у Білявинцях:
- ґраскувати (розпушувати, напр. землю);
- песячі ґудзики (реп'яхи);
- підпалок (тріска, якою підпалюють дрова в печі);
- толока (гуртова поміч сусідові).

### Мова
Розподіл населення за рідною мовою за даними перепису 2001 року:
| Мова            | Кількість | Відсоток |
| --------------- | --------- | -------- |
| українська      | 621       | 99.52%   |
| інші/не вказали | 3         | 0.48%    |
| Усього          | 624       | 100%     |

## Релігія
- Парафія УГКЦ входить до складу Бучацького деканату, мурована церква Успіння святої Анни збудована за часів Відновлення Незалежности України і використовується греко-католиками.
- Парафія УПЦ КП використовує збудовану греко-католиками в 1909 році муровану церкву Святого Духа.

## Пам'ятки

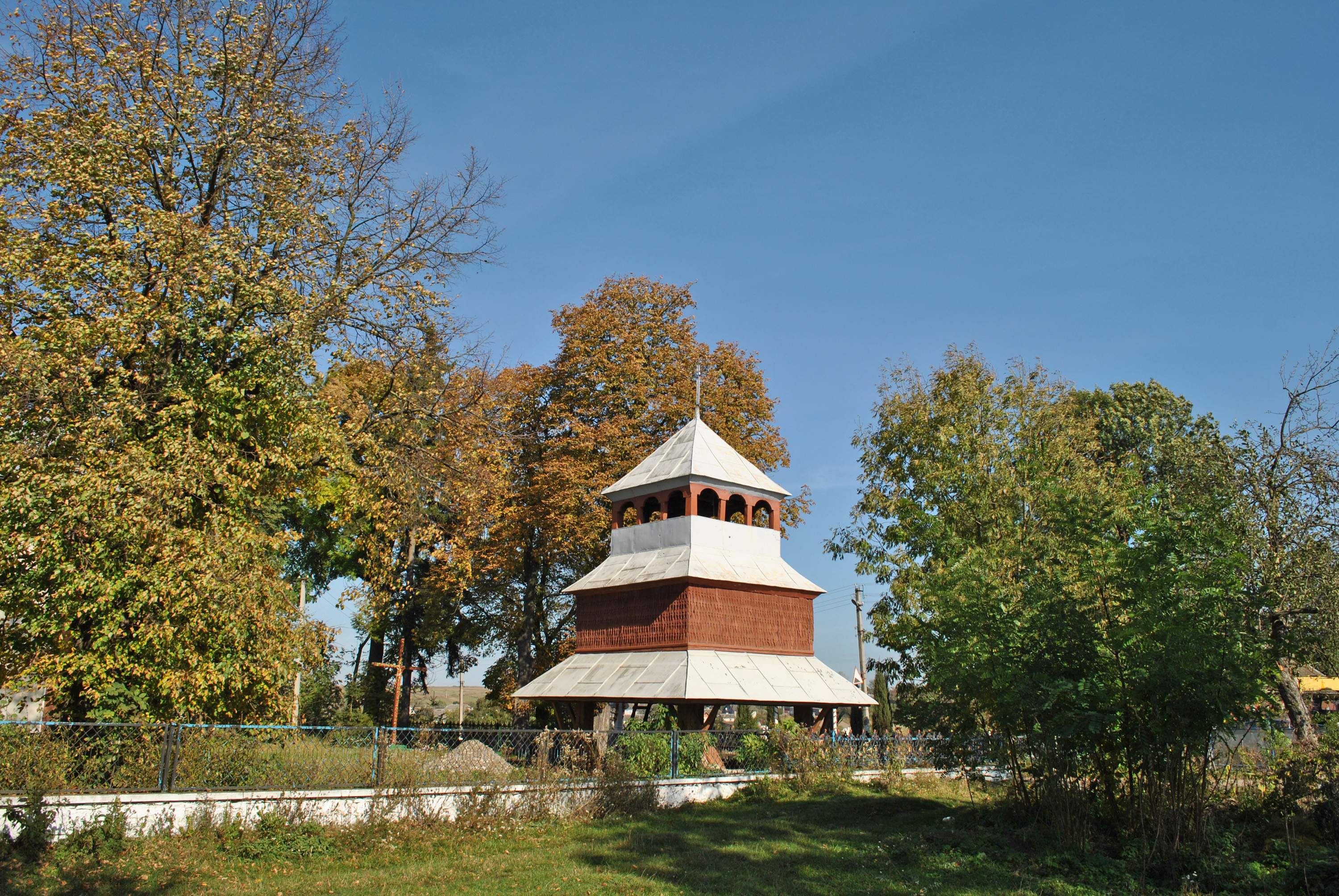
Дерев'яна дзвіниця Святодухівської церкви

- кімната-музей С. Крушельницької,
- дерев'яна дзвіниця[d] біля церкви Святої Тройці (1909, ПЦУ) — пам'ятка архітектури XVIII століття.
- церква Успіння святої Анни (2003, УГКЦ)
- каплиця 1849 року, збудована з нагоди скасування панщини у Галичині.

## Відомі люди

### Народилися
- Соломія Крушельницька — знаменита оперна співачка, педагог;
- Іван Боднарук — відомий у діаспорі український педагог, письменник, есеїст, журналіст і громадський діяч;
- Зіновій Підлісний — український архітектор, лауреат Державної премії УРСР імені Тараса Шевченка;
- бр. Йосафат Василь Рогатинський — монах-василіянин, диригент хору, заарештований внаслідок переслідувань УГКЦ, помер у концтаборі;
- Ілько Козира — громадський діяч, журналіст (помер у Канаді)[8];
- Тарас Козира — канадський політик, депутат парламенту провінції Онтаріо (1987—1990);
- Ілля Козира — агроном, громадський діяч, голова Бучацької районної державної адміністрації (2005—2008)[9];
- Теодозій Знак — воїн-інтернаціоналіст, загинув у Афганістані.

### Пов'язані із селом
- Кривенький Іван, псевдо «Захар» — надрайоновий або районовий провідник Служби Безпеки ОУН, загинув у селі під час бою з червоними карателями.[10]
- о. (кс.?) Симон (Шимон) Левицький гербу Рогаля — проживав у селі[11]
- Констанція з Бекерських гербу Ястребець[12] (галицька каштелянова,[13] друга дружина Юзефа Бєльського з Ольбрахциць[14] і Каспера Рогалінського,[15]), їй встановлений мистецький надгробок, ймовірно, роботи Гартмана Вітвера[16]. 1788 року була власницею села Старі Петликівці[17].

## Галерея

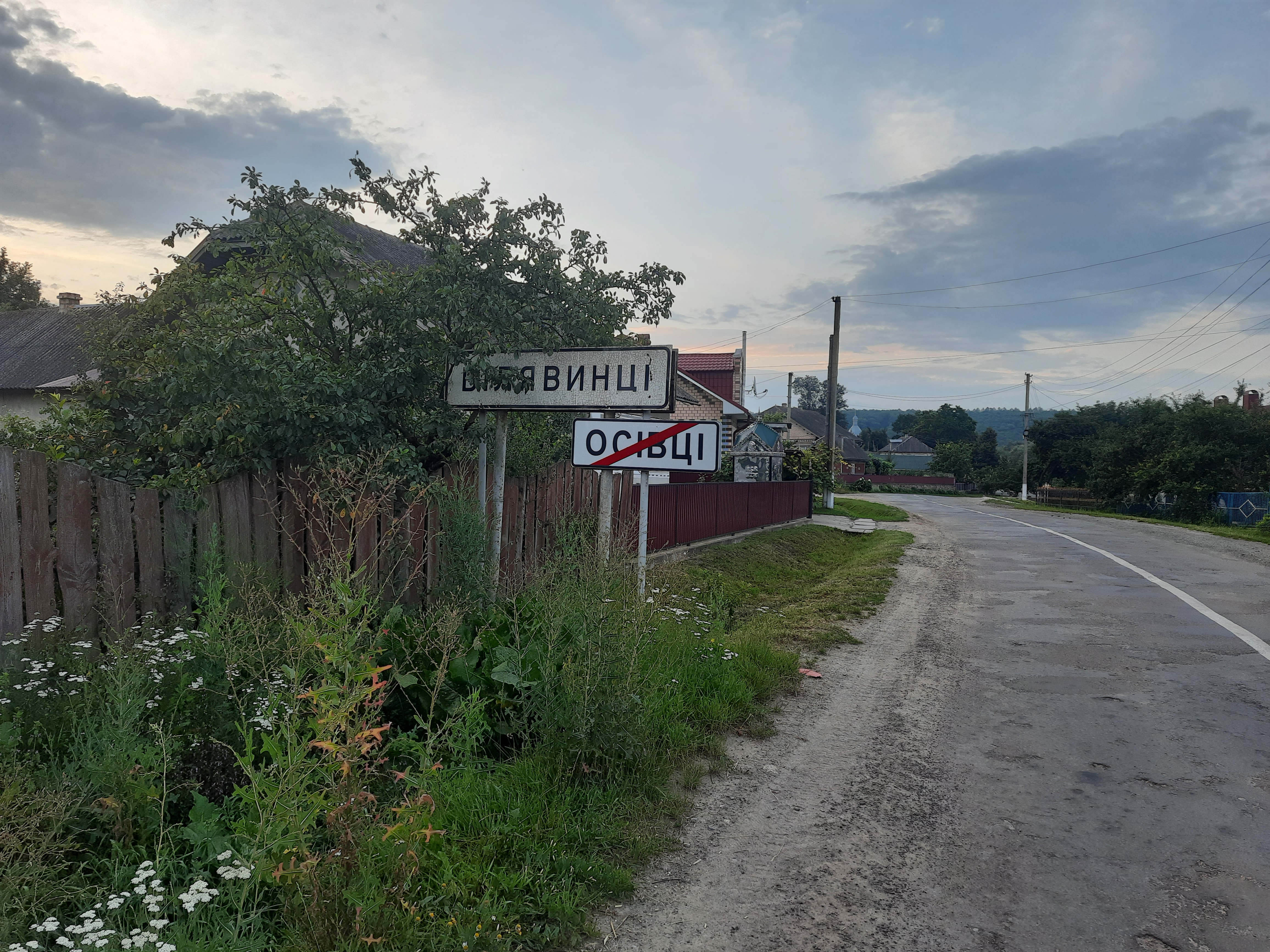
Дорожній знак при в'їзді в село
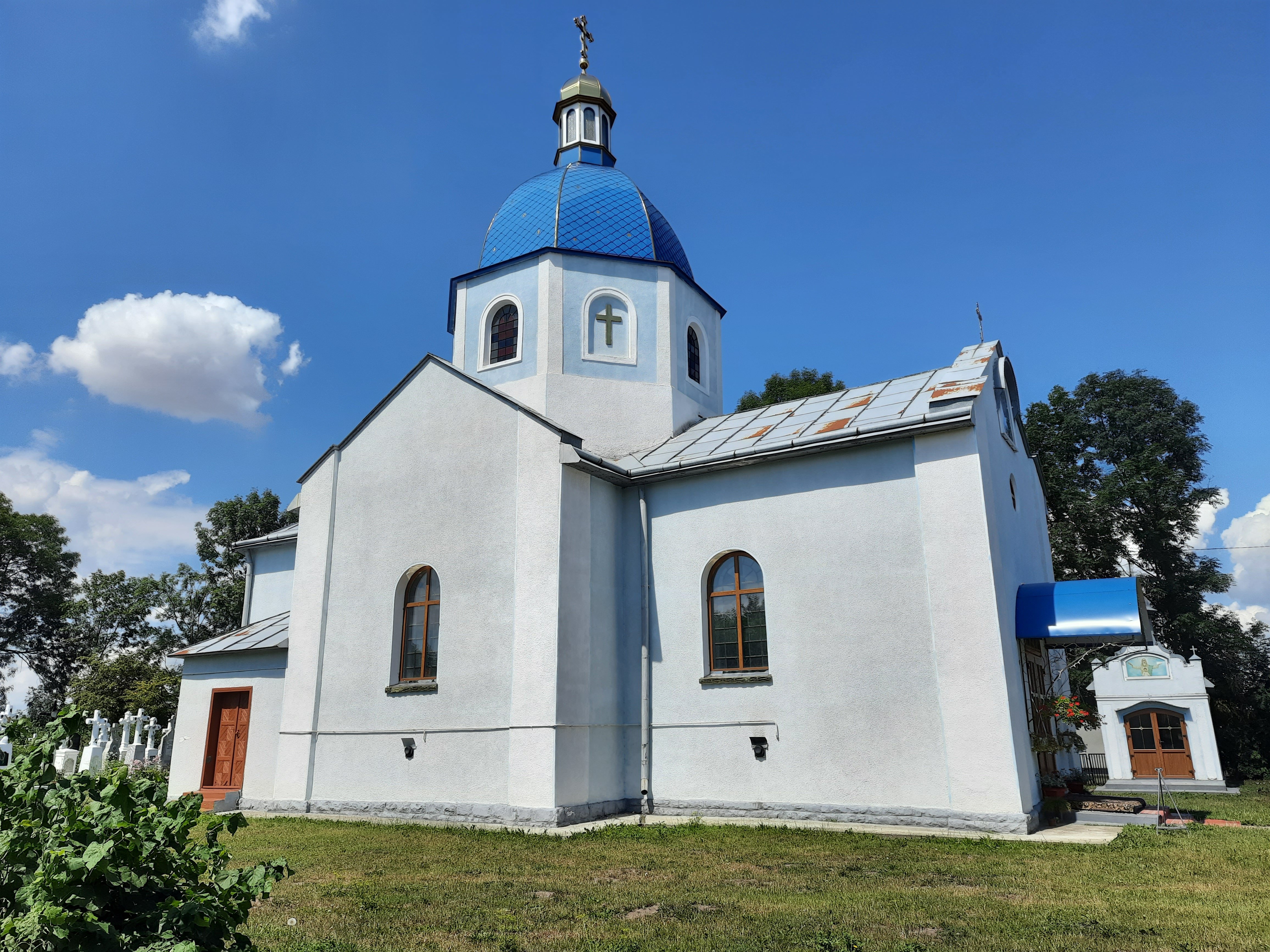
Церква Пресвятої Трійці (1909 ПЦУ)
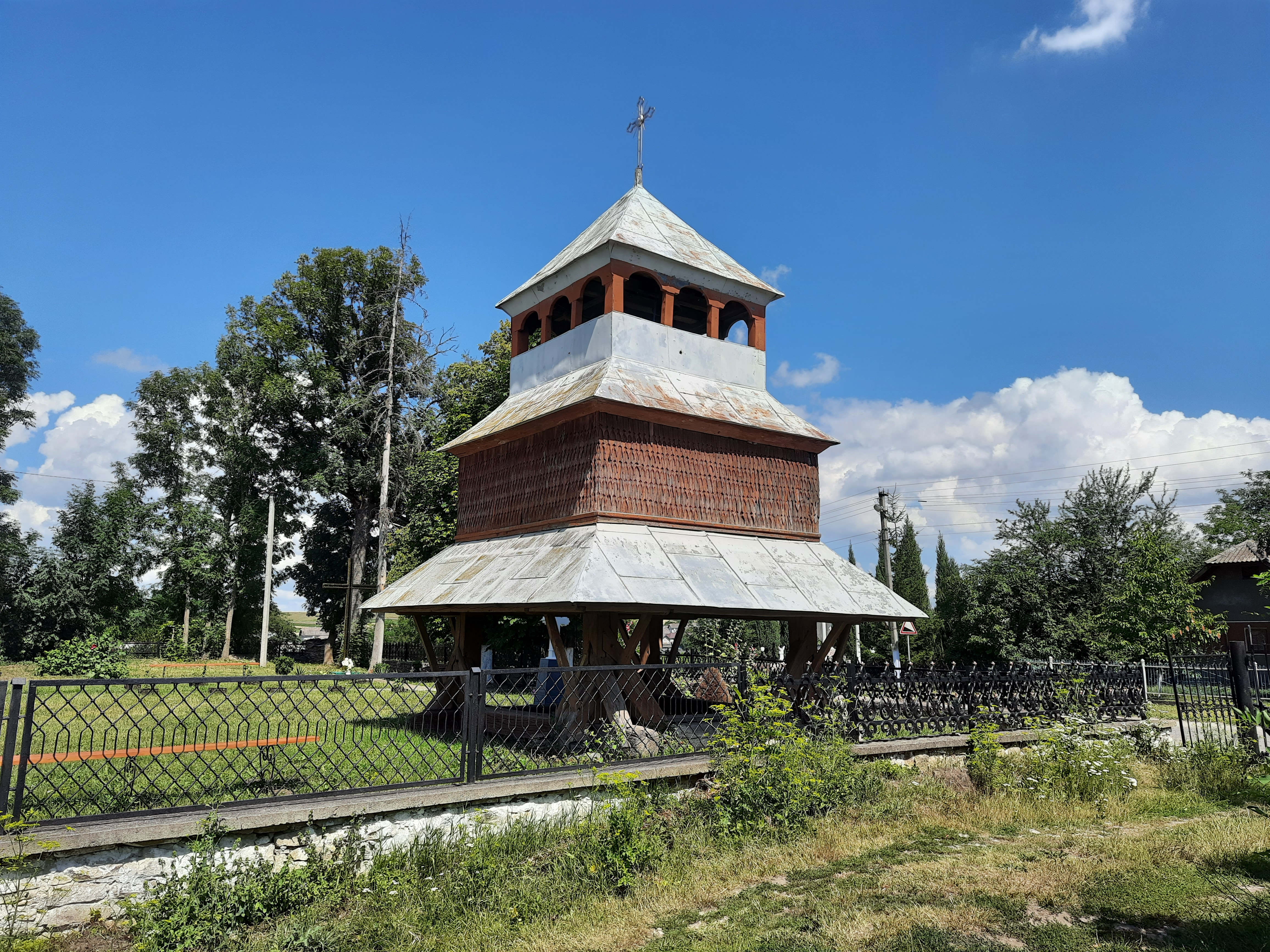
Дзвіниця 18ст біля  церкви Святої Трійці.
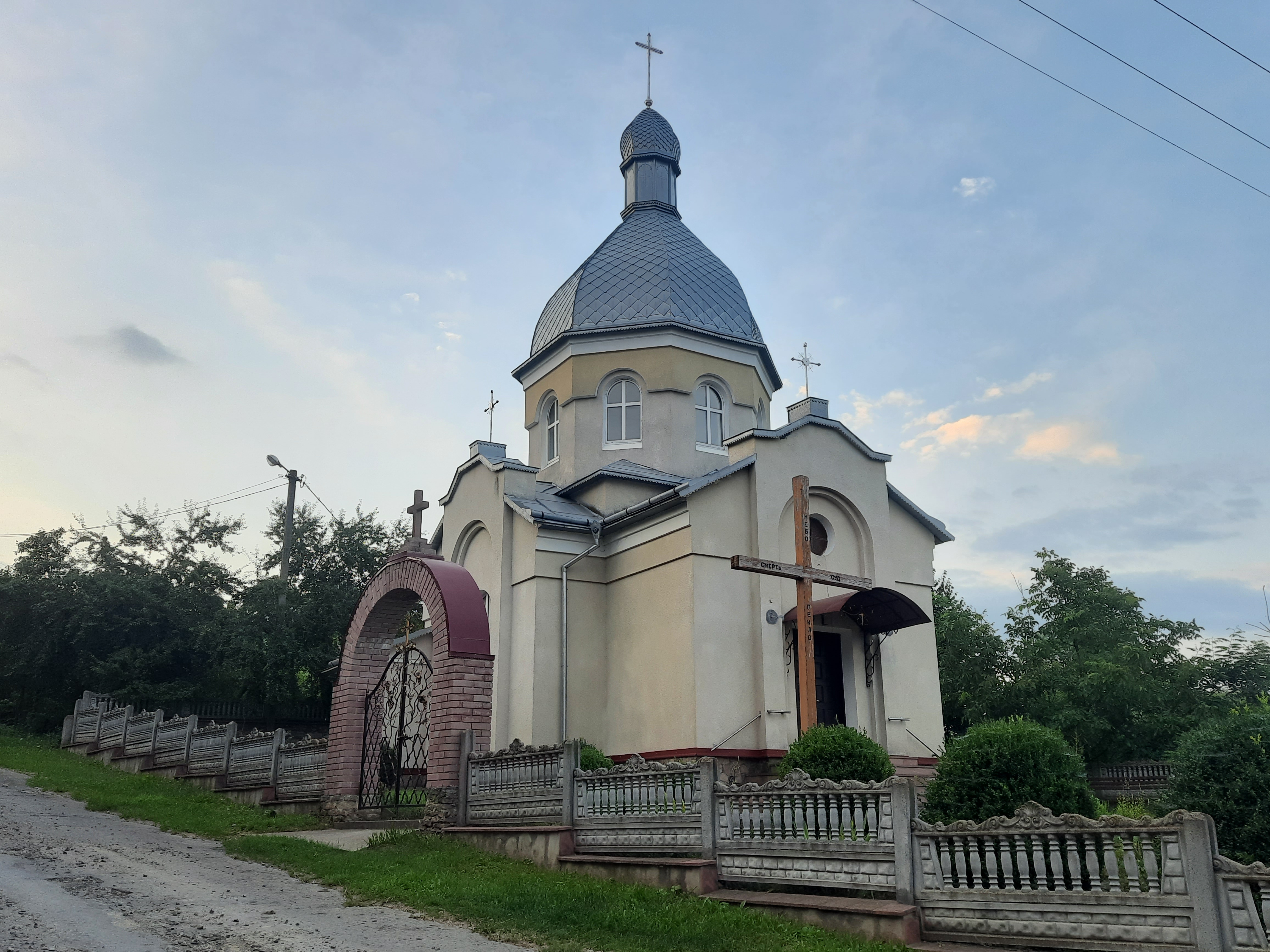
Церква Успіння Святої Анни (2003, УГКЦ)
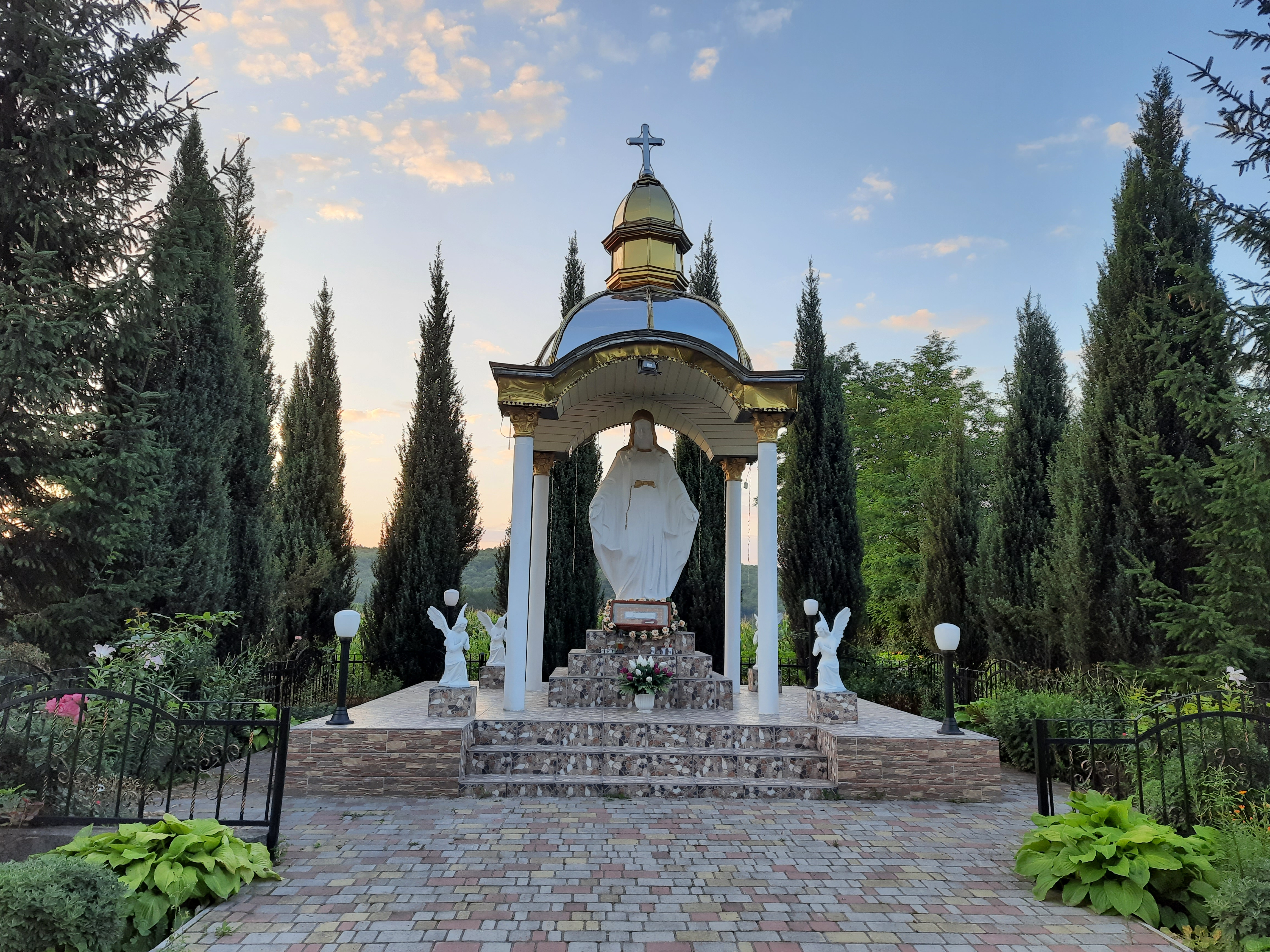
Статуя Божої Матері
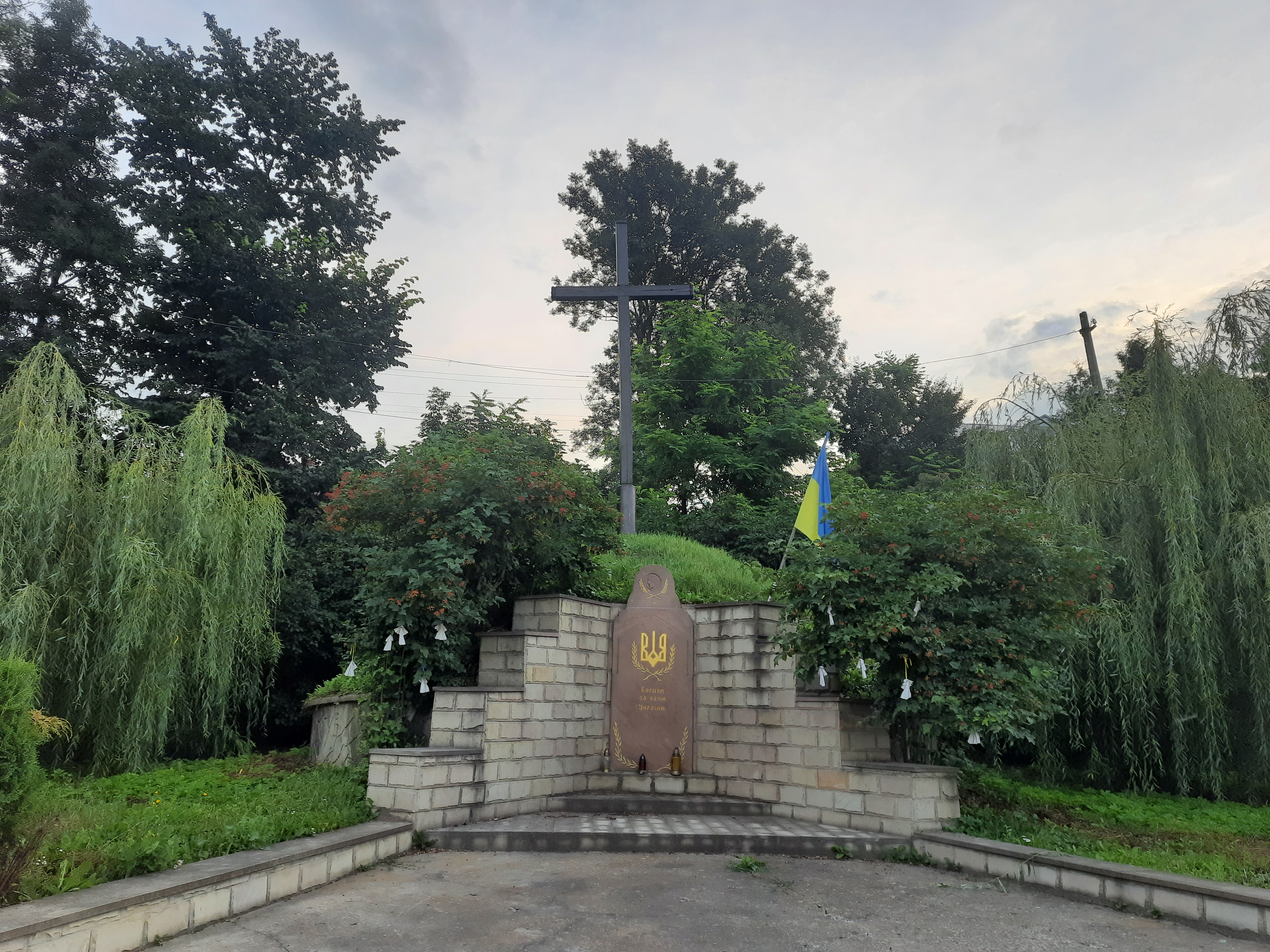
Символічна могила Борцям за волю України.
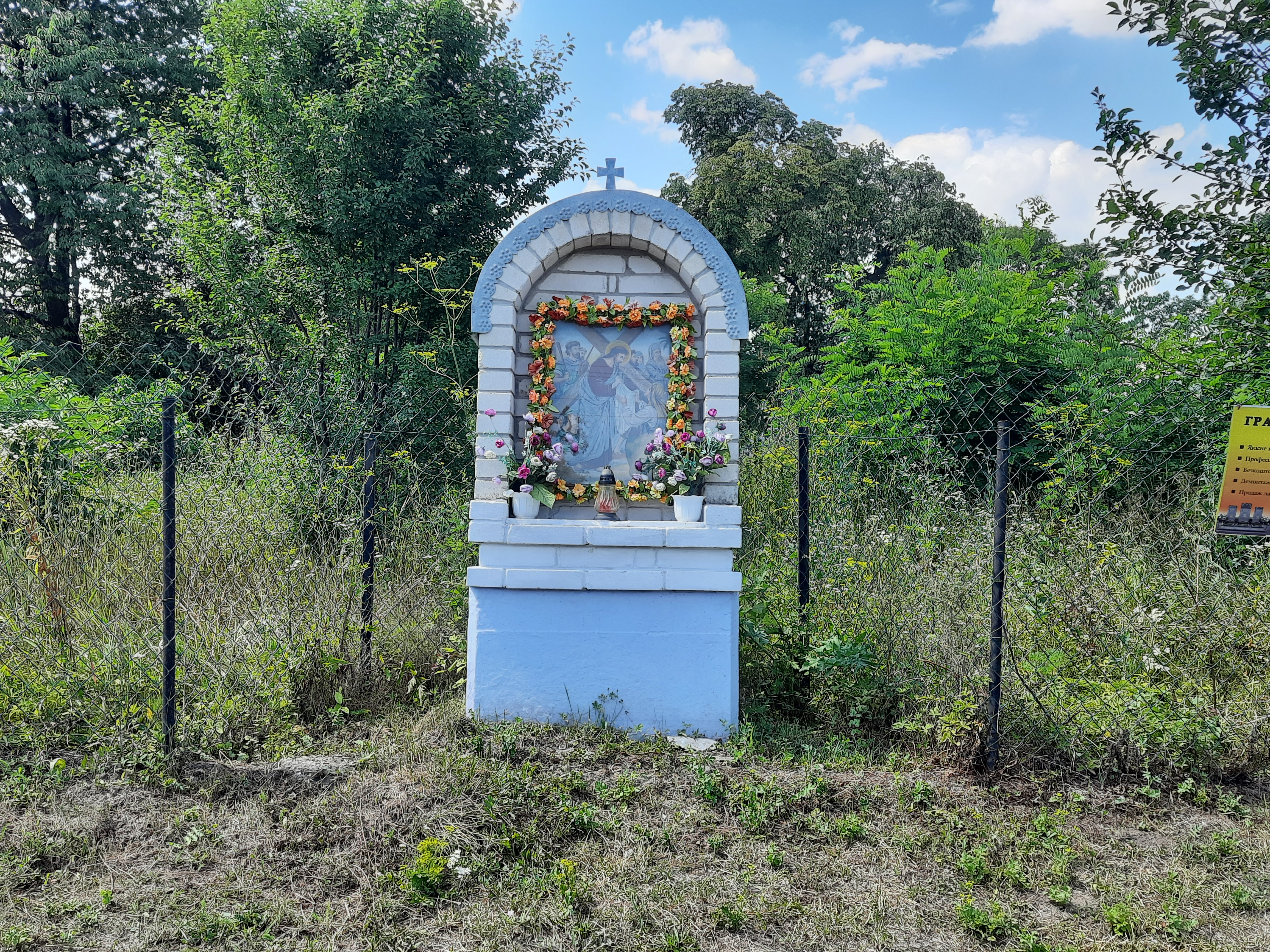
Придорожня стація Хресної дороги